# مرغزاي (كوه بنج)
مرغزاي (بالفارسية: مرغزاری) هي قرية تقع في إيران في البلدة المركزية.